# Separate Ways (singolo Elvis Presley)
Separate Ways è un brano musicale scritto da Red West e Richard Mainegra, interpretato da Elvis Presley. La canzone venne pubblicata come singolo (lato B Always on My Mind) il 31 ottobre 1972 e raggiunse la posizione numero 20 in classifica negli Stati Uniti. Successivamente fu inclusa come title track dell'omonimo album. Il singolo fu certificato disco d'oro con vendite di oltre mezzo milione di copie. Nel novembre 1972 raggiunse la posizione numero 16 nella classifica Billboard Hot Country Singles. In Gran Bretagna Always on My Mind fu promossa a lato A mentre Separate Ways era la B-side.

## Classifica
| Classifica (1972/73)               | Posizione |
| ---------------------------------- | --------- |
| US Billboard Hot 100               | 20        |
| U.S. Billboard Easy Listening      | 3         |
| U.S. Billboard Hot Country Singles | 16        |

## Cover
- Nel 1973 Andre Kostelanetz and His Orchestra reinterpretarono Separate Ways nell'album Last Tango in Paris.[4]